# Ricky Molier
Ricky Molier, né le 17 juin 1976 à La Haye, est un joueur de tennis en fauteuil roulant néerlandais professionnel.
Il a été l'un des meilleurs joueurs de tennis handisport de la fin des années 1990 et du début des années 2000, nommé champion du monde en 1996, 1997 et 2001. Il s'est notamment distingué en décrochant la médaille d'or aux Jeux paralympiques d'été de 1996 à Atlanta. Il déjoue en effet les pronostics en se défaisant des n°2 et 3 mondiaux, ses principaux rivaux David Hall et Stephen Welch. Lors des Jeux de Sydney, il s'impose en double messieurs associé à Robin Ammerlaan.
Il a en outre remporté l'US Open en 1996, le plus important tournoi de tennis handisport, ainsi que le British Open et le Masters à deux reprises. Il a mis un terme à sa carrière en 2004. Employé chez Philips, il rejoue sur le circuit à partir de 2014.

## Palmarès

### Jeux paralympiques
- médaillé d'or en simple en 1996
- médaillé d'or en double messieurs en 2000 avec Robin Ammerlaan
- médaillé de bronze en double messieurs en 1996 avec Eric Stuurman

### Tournois majeurs
- US Open en simple en 1996 et en double en 2000 avec Robin Ammerlaan
- British Open en 1997 et 2000
- NEC Masters en simple en 1998 et 2001 et en double messieurs en 2000 avec Stephen Welch
- Australian Open en 2000
- French Open en simple en 1997, 2000, 2001 et 2002 et en double messieurs en 1997 avec Stephen Welch et en 2001 avec Laurent Giammartini
- Swiss Open en simple en 1997 et 2001 et en double messieurs en 2000 avec Laurent Giammartini
- Japan Open en simple et en double avec Laurent Giammartini en 1998
- USTA National en 1994 et 1997
- Florida Open en 1999, 2001
- Dutch Open en 1999, 2001
- Belgique Open en 1998